# Chatjkar

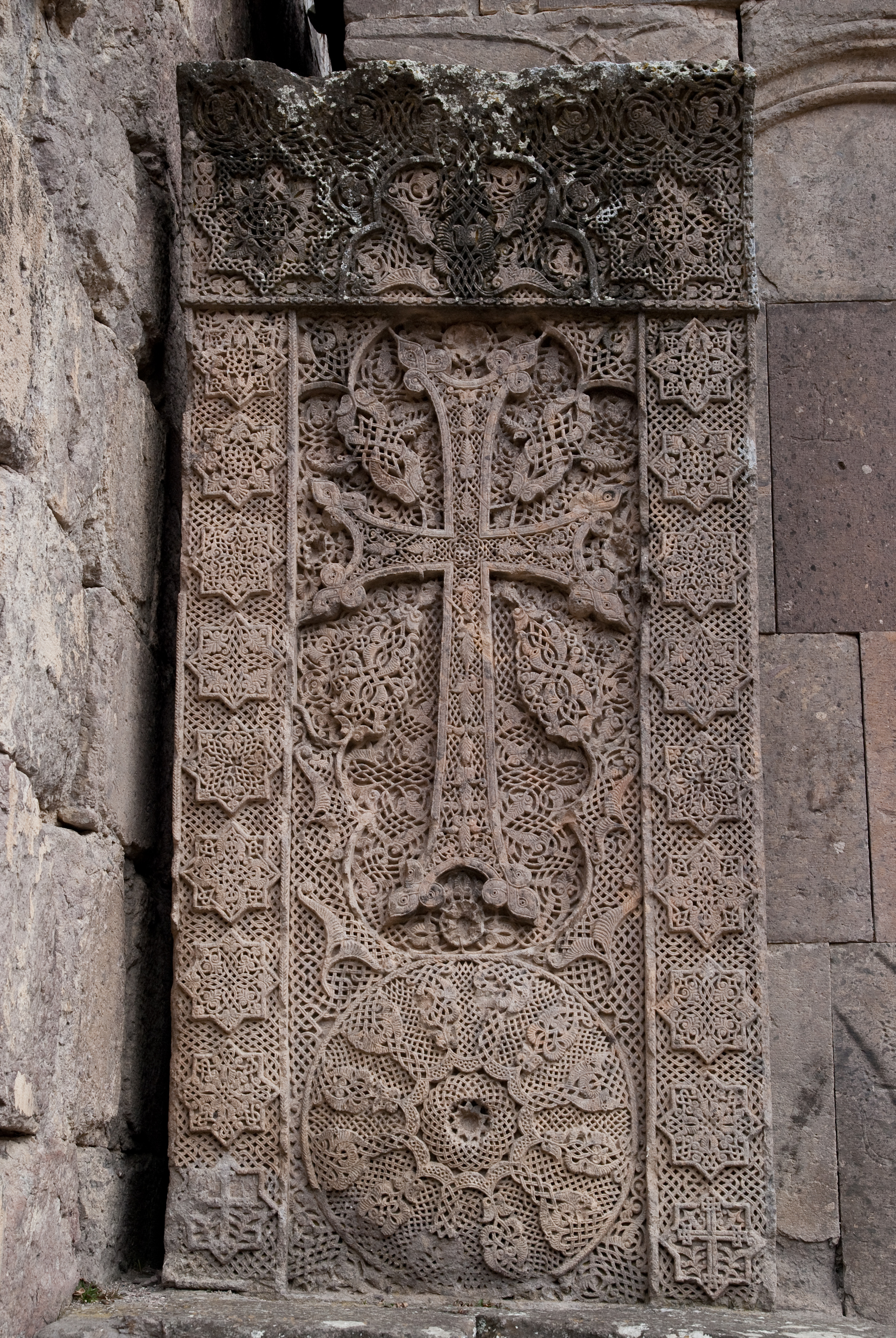
Den berömda chatjkaren i klostret Goshavank, som höggs 1291 av konstnären Poghos

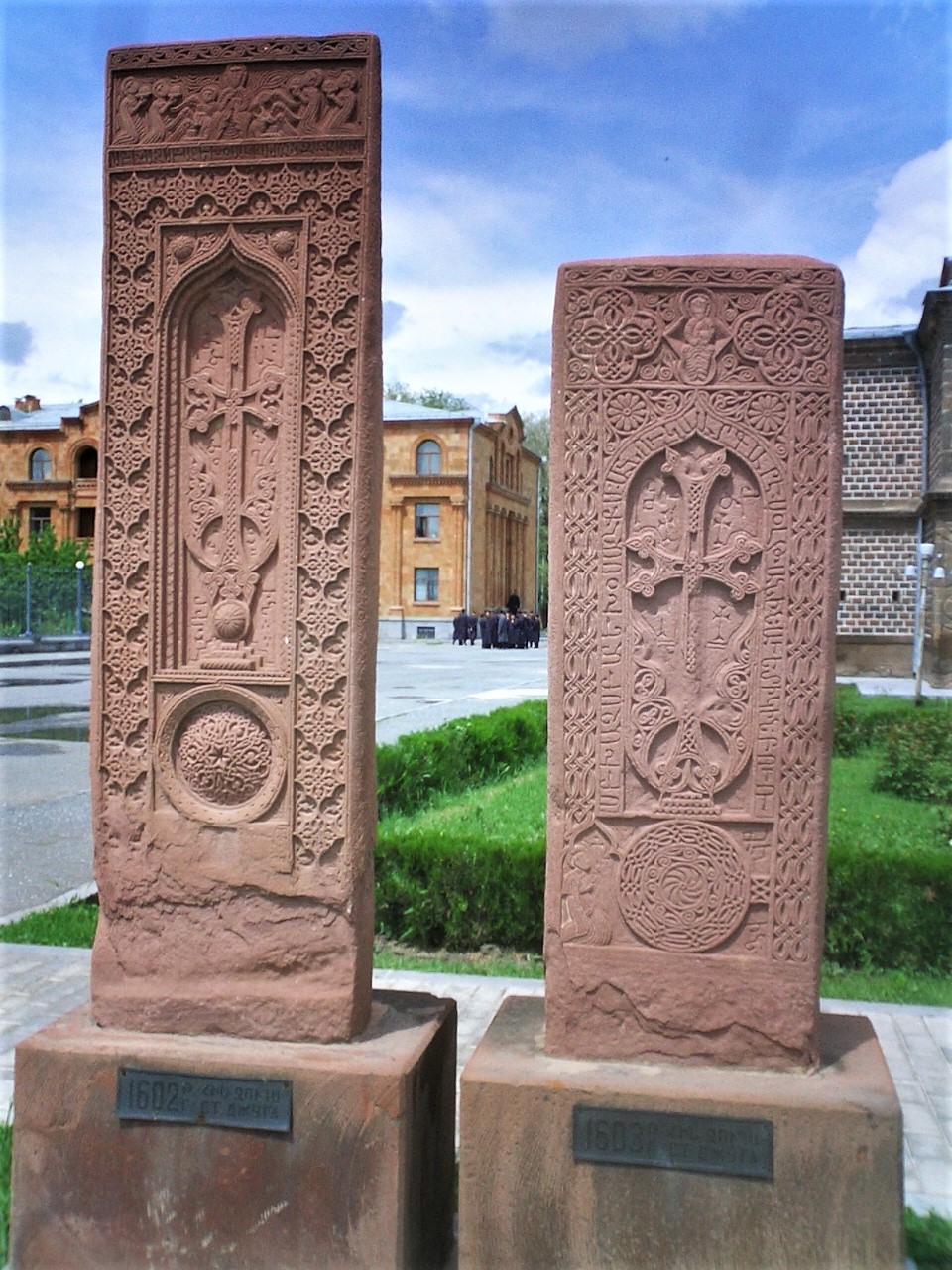
Två chatjkarer av Julfatyp från 1500-talet i Etchmiadzins katedral i Vagharshapat, som flyttats från kyrkogården i Julfa i Nachitjevan innan den förstördes av Azerbajdzjan omkring år 2000.

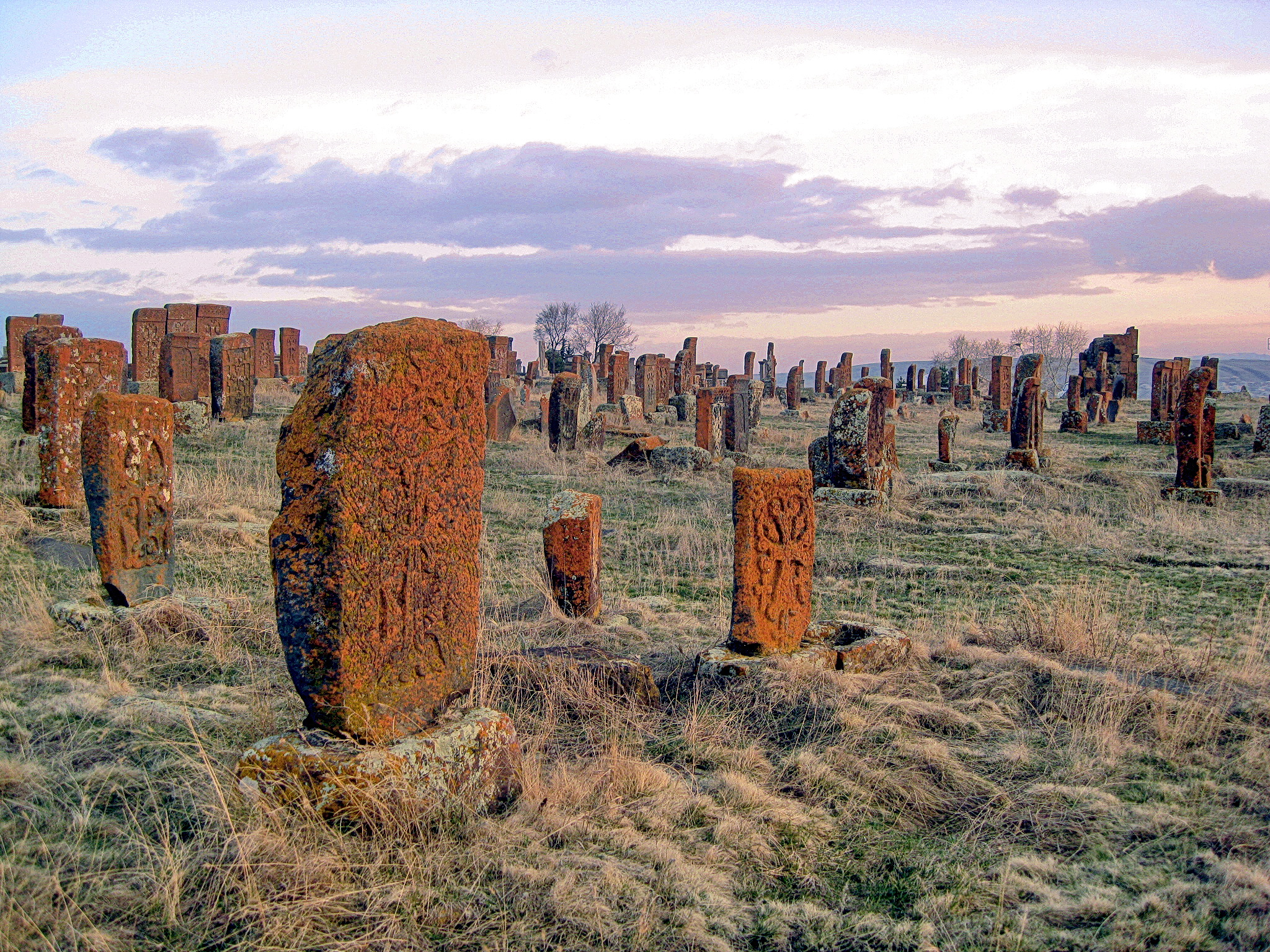
Chatjkarer i stort antal på kyrkogården i Noratus

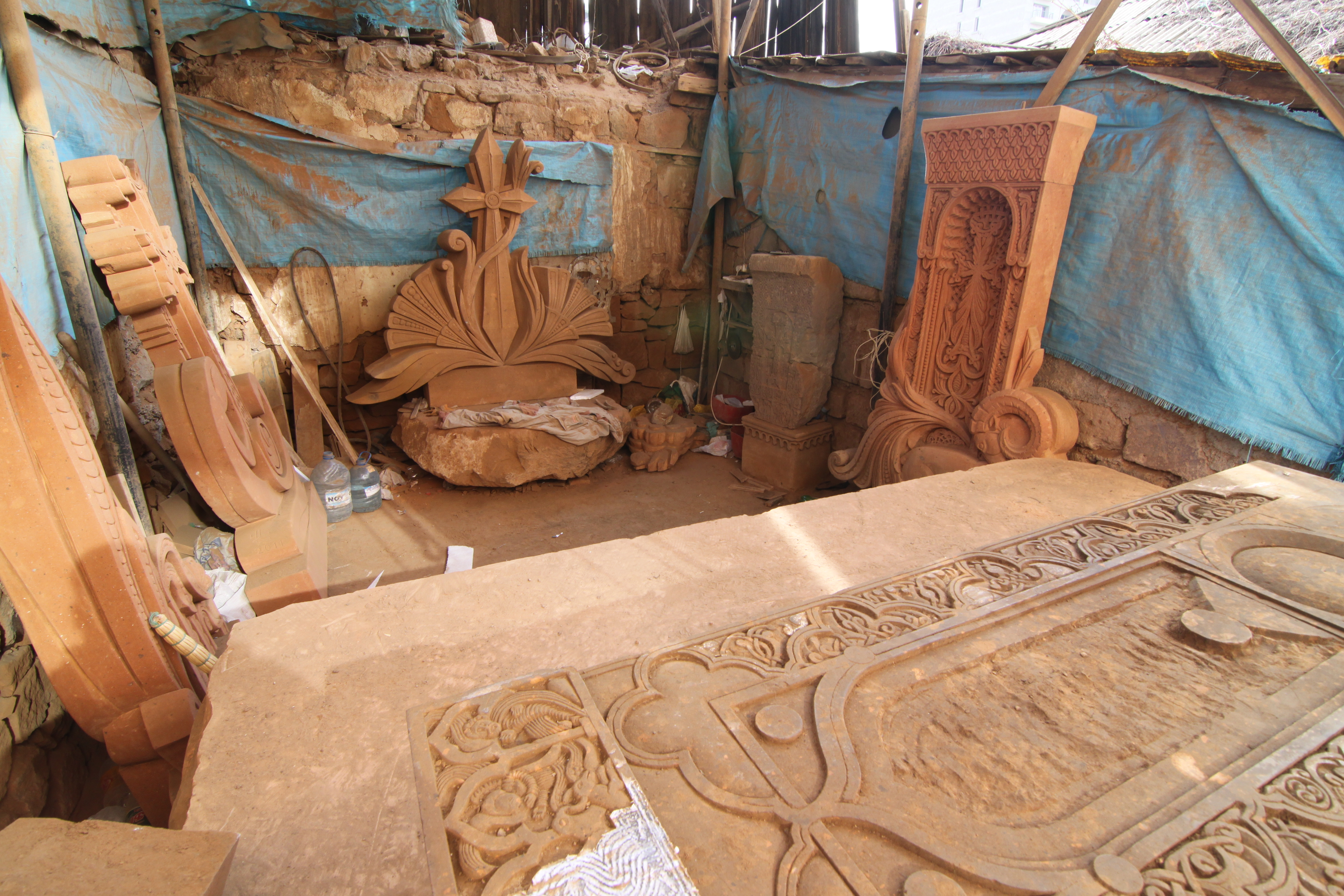
En nutida stenhuggarateljé för chatjkarer i centrala Jerevan

Chatjkar, eller armenisk korssten (armeniska: խաչքար) är en huggen minnes-stele som har ett kors avbildat, ofta i kombination med motiv som rosetter, flätverk och växter. Chatjkarer är vanligt i medeltida armenisk konst. Konsten att hugga chatjkarer har pånyttfötts som en symbol för armenisk kultur på 1900-talet. Sedan 2010 ingår chatjkarer, dess symbolik och hantverkskonst i UNESCO:s lista över immateriella kulturarv.

## Beskrivning
Det vanligaste motivet i en chatjkar är ett kors som omges av en rosett eller en solskiva. Resten av stenens framsida är vanligen fylld av elaborerade mönster med blad, vindruvor, granatäpplen och flätverk. Ibland är det centrala motivet omgivet av en ram, ibland med bibliska eller heliga figurer.
De vanligaste chatjkarerna restes för att frälsa själar, antingen en levande persons eller en avlidens. I andra fall var de avsedda att högtidlighålla en militär seger eller byggandet av en kyrka eller vara ett skydd för naturkatastrofer.
Det vanligaste stället för tidiga chatjkarer var en kyrkogård, men armeniska gravstenar kan vara av olika slag. Endast ett mindretal är chatjkarer.

## Historik
De första egentliga chatjkarerna tillkom på 800-talet under den period när den armeniska kulturen fick en ny uppgångstid efter att ha befriats från arabiskt styre. Den äldsta chatjkaren som har ett känt datum höggs år 879. Den restes i Garni och var tillägnad drottning Katranide I, hustru till kung Asjot I av Armenien. Höjdpunkten för konster att hugga chatjkarer var mellan 1100-talet och 1300-talet. Konsten hade en nedgång under mongolernas invasion vid slutet av 1300-talet. Det fick en uppgång under 1500- och 1600-talen, men den konstnärliga höjden från 1300-talet uppnåddes aldrig igen. Idag lever traditionen kvar, och man kan fortfarande se chatjkarstenhuggare i vissa delar av Jerevan.
Det finns ungefär 40 000 bevarade chatjkarer idag. De flesta är fritt stående, men de som dokumenterar donationer är vanligtvis inbyggda i klostermurar.

## Exempel på förnämliga bevarade äldre chatjkarer
- en i Geghard, huggen 1213, troligen av mästarna Timot and Mkhitar
- den heliga Redeemer-chatjkaren i Haghpat, huggen 1273 av mästaren Vahram
- en chatjkar i klostret Gosjavank, huggen 1291 av mästaren Poghos.

Ett antal högkvalitativa exemplar har flyttats till Jerevans historiska museum och till utanför Echmiadzins katedral. Den största samlingen chatjkarer finns i på kyrkogården i Noratus på västra stranden av Sevansjön. Tidigare fanns den största samlingen på kyrkogården i Julfa i den autonoma republiken Nachitjevan i Azerbajdzjan, men hela denna medeltida kyrkogård förstördes av Azerbajdzjans armé år 2005.

## Bildgalleri

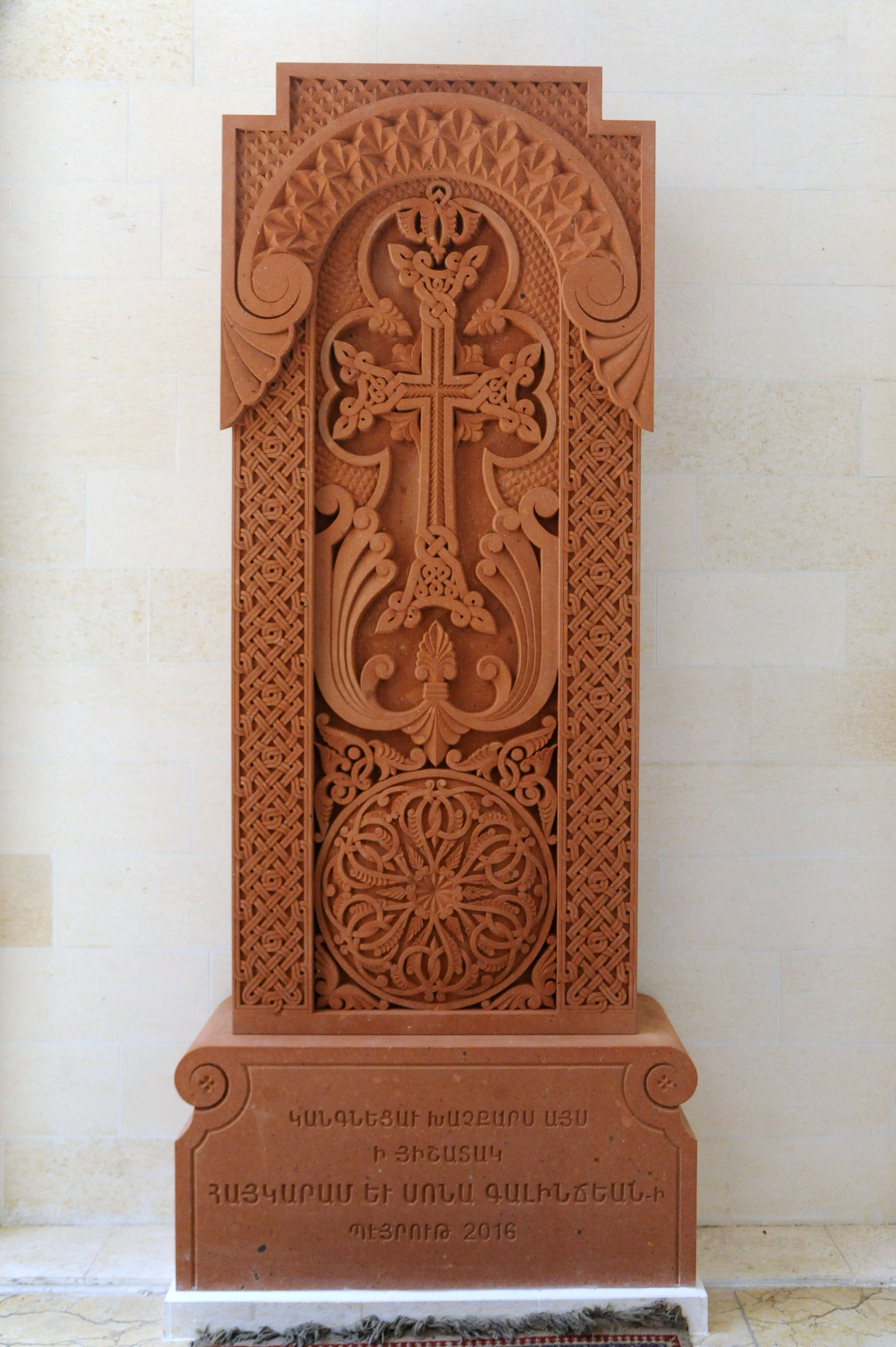
En nutida chatjkar vid Sourp Kevorkkyrkan i Beirut i Libanon
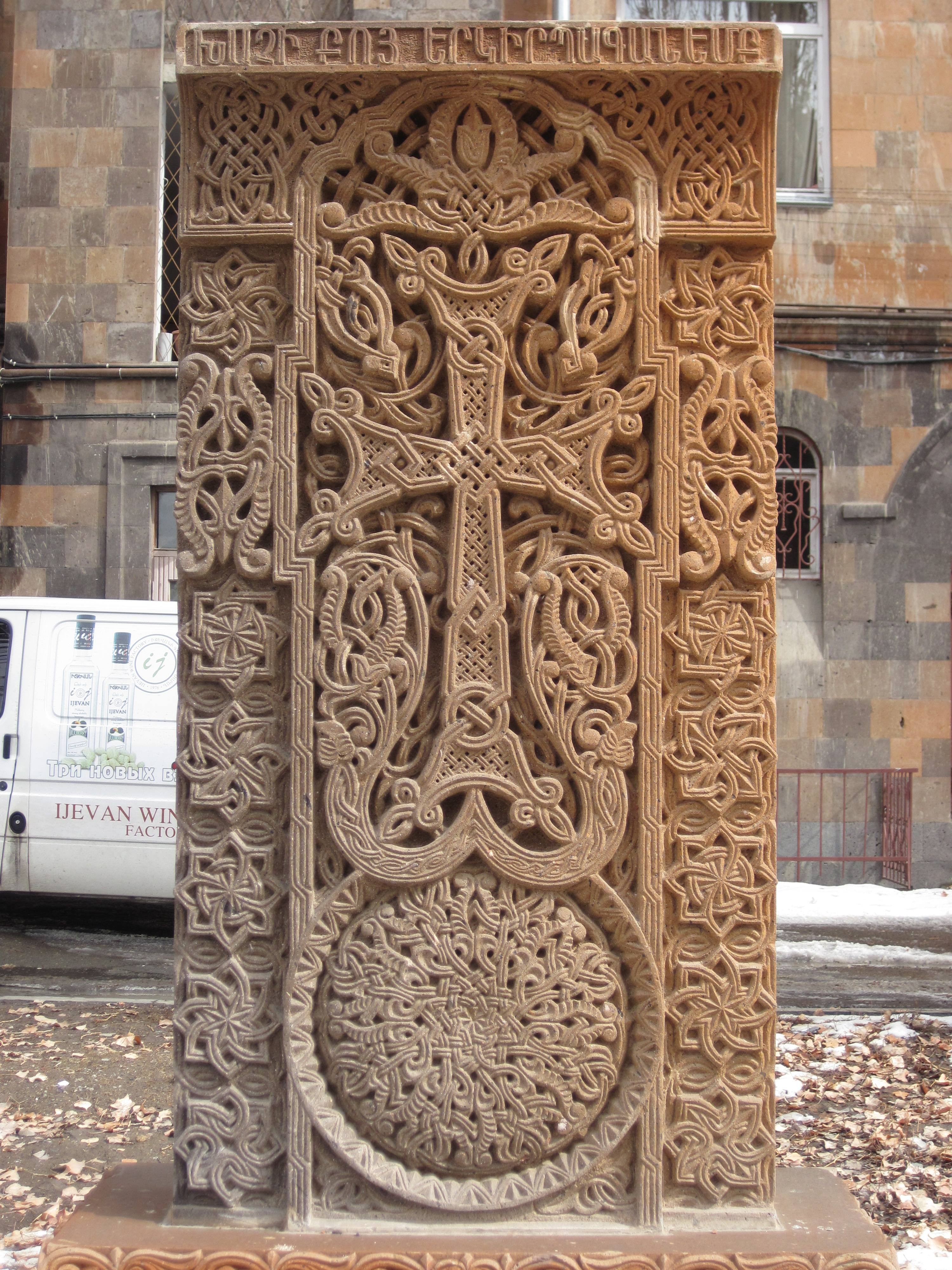
Chatjkar i Gyumri
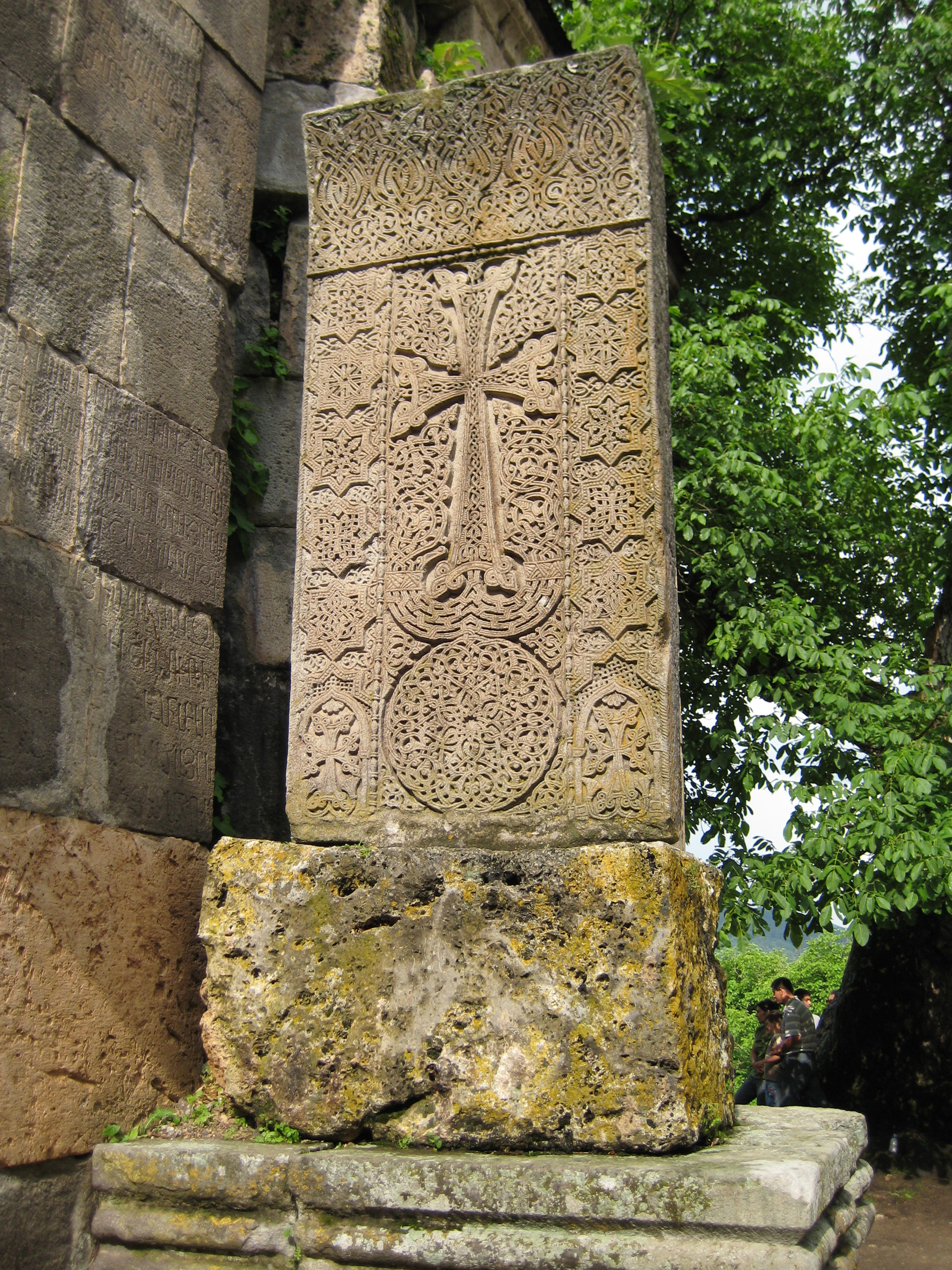
Chatjkar i klostret Haghartsin, nära Dilijan i Armenien
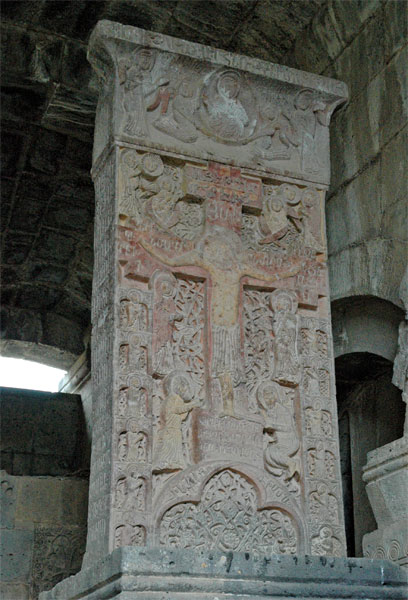
"Helige Frälsaren-chatjkaren" i Haghpat från 1273
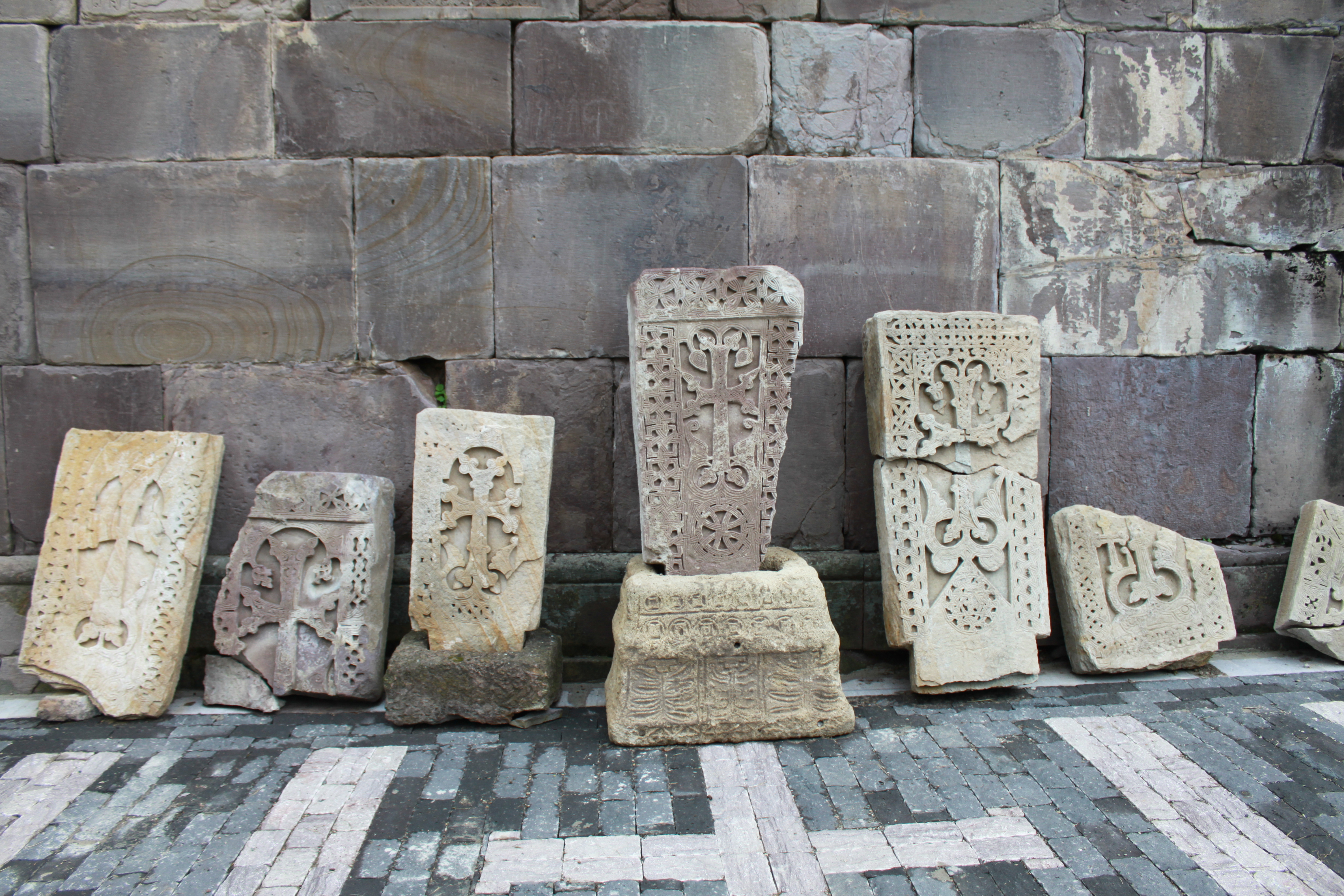
Olika chatjkarer i klostret Makaravank i Armenien
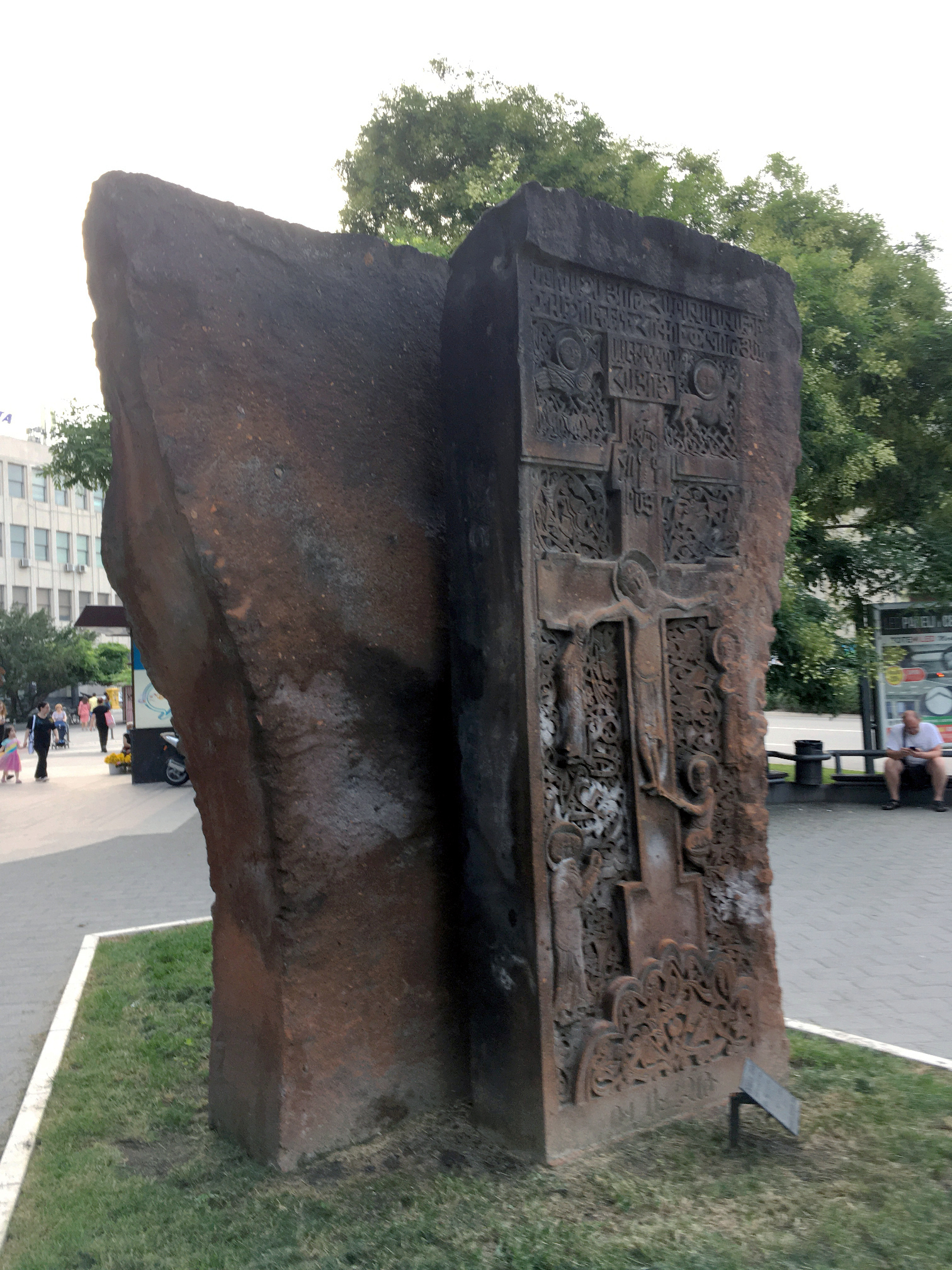
Chatjkar i Novi Sad i Serbien
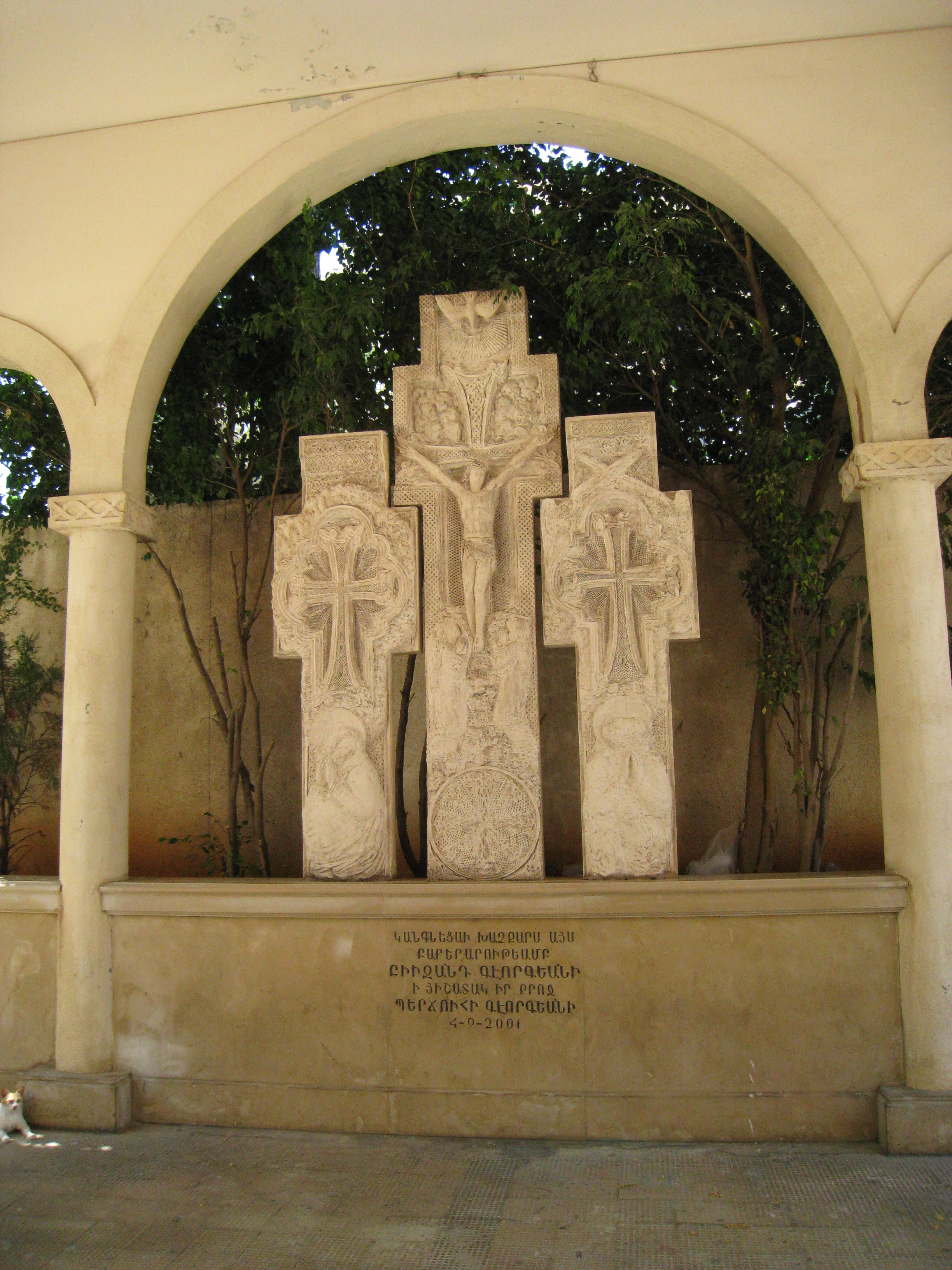
En nutida chatjkar och två äldre vid Sourp Nshankyrkan i Beirut i Libanon
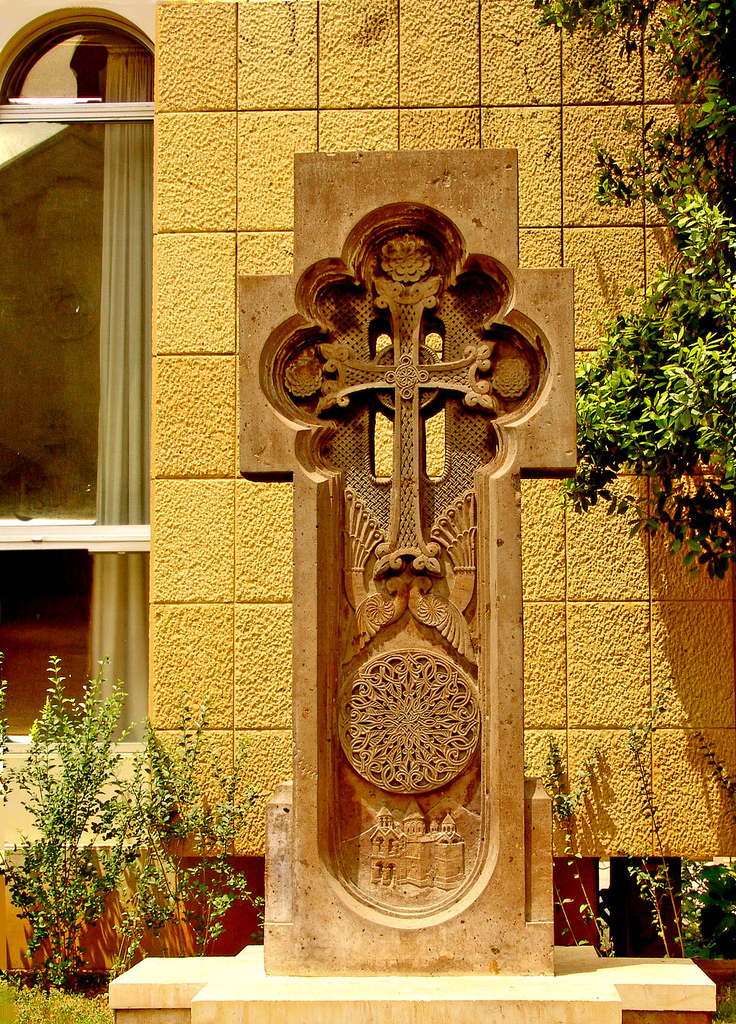
En nutida chatjkar på Armeniska katolikosämbetet i Antelias i Libanon
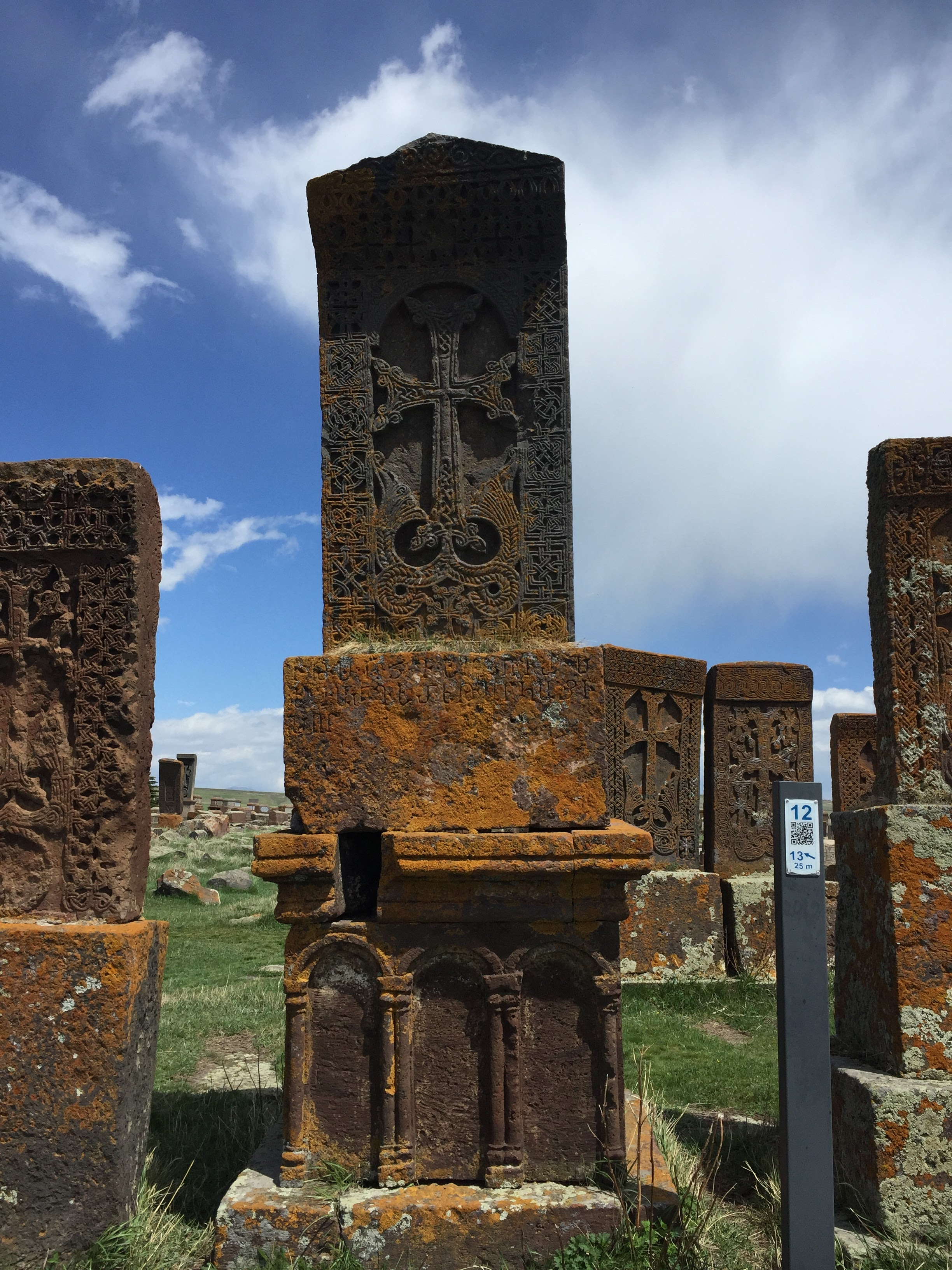
Armenisk chatjkar